# Auron (Fluss)
Der Auron ist ein Fluss in Frankreich, der in den Regionen Auvergne-Rhône-Alpes und Centre-Val de Loire verläuft. Er entspringt im Gemeindegebiet von Couleuvre, entwässert generell in nordwestlicher Richtung und mündet nach rund 77 Kilometern im Stadtgebiet von Bourges als linker Nebenfluss in die Yèvre. In seinem Oberlauf wurde er zum Stausee Étang de Goule aufgestaut und zur Wasserversorgung des ehemaligen Schifffahrtskanals Canal de Berry genutzt. Er unterquert zunächst den Nordost-Abschnitt des Kanals und erreicht bei Bannegon den Nordwest-Abschnitt, der ihm bis zur Mündung in die Yèvre als Seitenkanal folgt.
Auf seinem Weg durchquert der Auron die Départements Allier und Cher.

## Orte am Fluss
- Valigny
- Bannegon
- Le Pondy
- Dun-sur-Auron
- Saint-Denis-de-Palin
- Annoix
- Saint-Just
- Bourges